# Längelmävesi
El lago Längelmävesi es un lago en el suroeste de Finlandia. El cuerpo de agua se encuentra principalmente en la región de Pirkanmaa a una altitud de 84.2 m s. n. m. Administrativamente, Längelmävesi pertenece a los municipios de Jämsä (anteriormente Längelmäki), Kangasala (anteriormente Sahalahti), Kuhmalahti y Orivesi.
Längelmävesi es parte de la cuenca de drenaje del Kokemäenjoki (cuenca hidrográfica). Es uno de una cadena de lagos (Längelmäveden reitti) que incluye a Längelmävesi, Vesijärvi, Roine, Pälkänevesi y Mallasvesi. Este grupo de lagos desemboca en el lago Vanajavesi en Valkeakoski.
Desde el sureste, otra cadena de lagos (Hauhon reitti), que consiste en Lummene, Kuohijärvi, Kukkia, Iso- Roine, Hauhonselkä y Ilmoilanselkä se une al Vanajavesi.